# XMODS

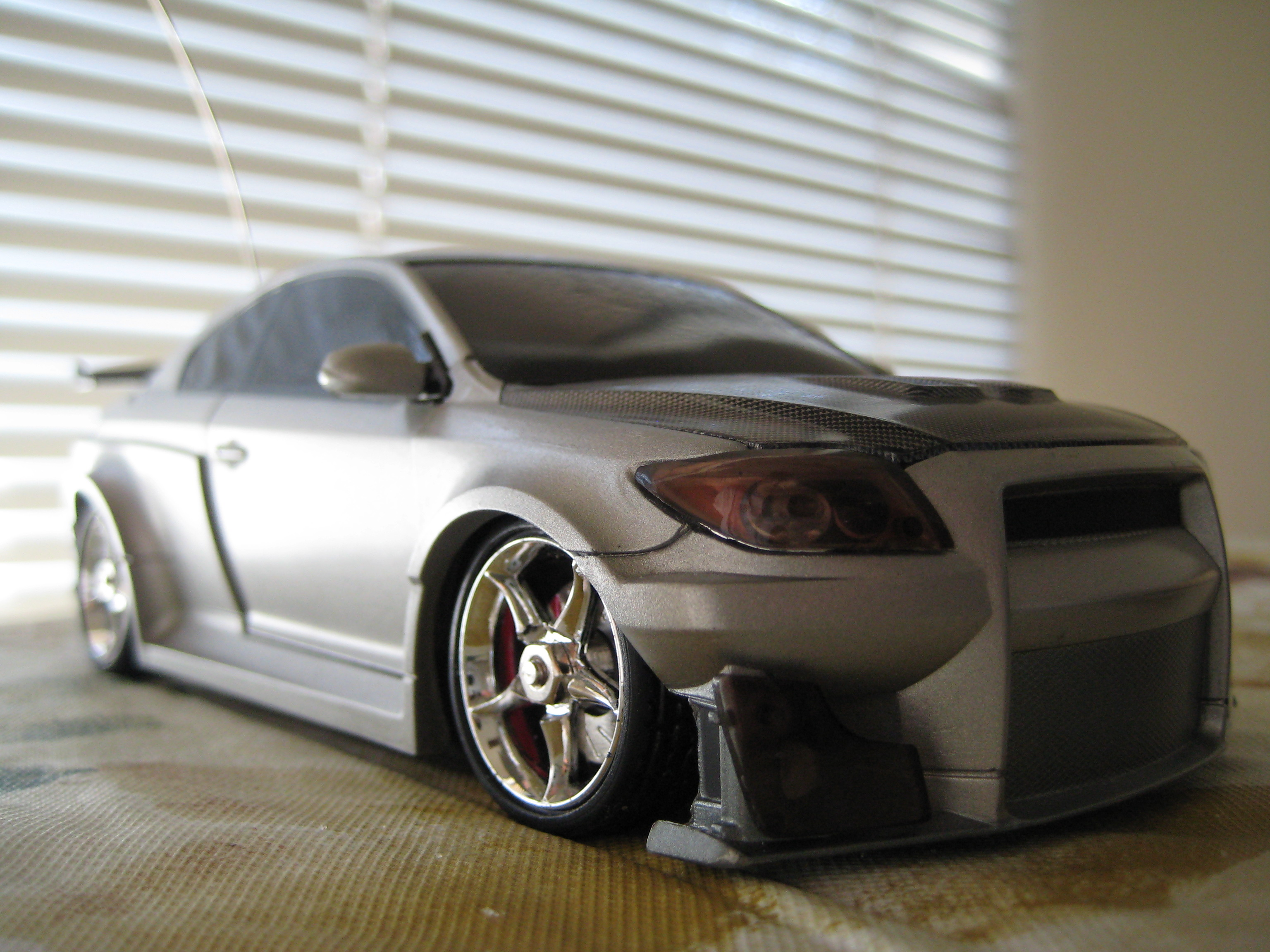

Xmods – seria zdalnie sterowanych modeli samochodów w skali 1:28 z możliwością rozbudowy i tuningu.
Auta przystosowane są do jazdy po gładkiej nawierzchni (parkiet, wykładzina, asfalt) i driftingu (przy odpowiednim tuningu). Oferta części tuningowych obejmuje m.in. przebudowę na napęd 4WD, zestawy łożysk, sprężyn, opon do driftu, oświetlenie, tuningowe elementy karoserii, aluminiowe elementy podwozia, lipole, Płytkę regulującą napięcie V2.2 Board bądź wymiana fetów, mocny motorek.

## Charakterystyka
- Skala 1:28
- Waga ok. 200g
- Napęd 2WD (możliwość upgrade’u na 4WD)
- Model wyposażony w amortyzatory
- Zasilanie: 4 akumulatorki (wskazane) lub baterie (niewskazane) AAA lub Baterie Litowo – Polimerowe; jeden akumulatorek lub bateria 6F22 (9V) do zasilania nadajnika

## Modele
Modele w skali 1:28 występują w trzech grupach:

### Pierwsza Generacja
Pierwsza Generacja została wypuszczona na rynek w roku 2003. Charakteryzowały się one idealnym odwzorowaniem modelu na bazie auta. Wszystkie auta można podzielić na takie kategorie jak Street oraz Muscle.
W skład aut Street wchodzą takie karoserie jak:
- Honda Civic Si
- Nissan 350Z
- Nissan Skyline R34 GT-R
- Toyota Supra
- Acura NSX
- Acura RSX

W skład aut Muscle wchodzą takie karoserie jak:
- Ford Mustang '65
- Chevrolet Camaro '67
- Chevrolet Corvette C5
- Ford Mustang Cobra

Poza tym jest jeszcze Mercedes SLR produkowany tylko na Azję oraz Europę który nie klasyfikuje się do żadnej z kategorii.

### Druga Generacja
Druga Generacja (Evolution) została pokazana jesienią 2007 roku. Różniła się ona lepszym promieniem skrętu w odróżnieniu do poprzednika. Podwozie Evo jest lepszym rozwiązaniem dla nowych modelarzy. Mamy tutaj dostęp do elektroniki po odkręceniu kilku śrubek. W tej generacji wprowadzono nowe kolory karoserii Pierwszej generacji. Istnieje tutaj taki sam podział na karoserie jak w poprzedniej generacji.
W skład aut Street wchodzą takie karoserie jak:
- Nissan Skyline R34 GT-R (tylko w wersji Silver)
- Mitsubishi Lancer Evolution 8
- Nissan 350Z (tylko w wersji Blue)
- Scion tC

W skład aut Muscle wchodzą takie karoserie jak:
- Ford Mustang '65 (tylko w wersji Dark Blue)
- Chevrolet Camaro '67 (tylko w wersji Yellow)
- Pontiac Firebird '67
- Ford Mustang '06

### Transformers
W roku 2007 RadioShack wypuścił na rynek dwa Xmodsy których karoserie były wzorowane na autach występujących w filmie.
Zamiast body kitów zostały wypuszczone zestawy z broniami upiększające karoserie oraz światła.
W sprzedaży były takie karoserie jak:
- Chevrolet Camaro 2009 filmowy Bumblebee
- Saleen S281 2009 filmowy Barricade

### Truckin
Generacja Truckin oparta jest na podwoziu Evo. Zastosowano tę samą elektronikę oraz silnik. Poza tymi częściami wszystko inne różni się od poprzedniej generacji. Pojazdy te są bardziej uterenowione, mają wyższe zawieszenie oraz większy prześwit. Części tuningowe z Evo nie pasują do Truckina poza silnikami Stage 2 oraz podświetleniem podwozia.
W skład aut wchodzą takie karoserie jak:
- Hummer H2
- Nissan Titan V8
- Ford F150
- Porsche Cayenne

### Street
W roku 2009 RadioShack wypuścił na rynek nową generację Xmods pod nazwą Street. Różni się ona tym od poprzednika że ma wbudowane kwarce w elektronikę. Nie ma możliwości zmiany częstotliwości bez tuningu w płytce.
Wypuszczono na rynek jak na razie kilka karoserii które nie mają możliwości tuningu samej „budy”.
W skład aut wchodzą takie karoserie jak:
- Chevrolet Corvette C6
- Ford Mustang '65 (black)
- Nissan GTR
- Nissan 370Z
- Ford Mustang 2010
- Audi R8
- Dodge Challenger STR-8